# Nikki Anderson
Nikki Anderson (* 1. März 1977 als Nikoletta Prusinszky in Ungarn; auch Nikki Andersson und Nikky Andersson) ist eine ehemalige ungarische Pornodarstellerin.

## Leben
Anderson stand bei der Produktionsfirma Private unter Vertrag und gab ihr Debüt 1996 in dem Abenteuer-Porno The Pyramid 3, der in Ägypten gedreht wurde und auch dort spielt. Im Jahr 1997 gewann Andersson in Cannes den Preis Hot d’or als bestes neues europäisches Starlet für den Film Sweet Lady. 1999 gewann sie ebenfalls in Cannes den Hot d’or als beste europäische Darstellerin für ihre Rolle in dem Film L’enjeu du desir. Andersson wirkte in ca. 80 Filmen mit und spielte hetero- und homosexuelle Rollen, ihre Karriere hat sie inzwischen beendet.

## Auszeichnungen
- 1997: Hot d’or als Best European Starlet in „Sweet Lady“
- 1999: Hot d’or als Best European Actress in „L’Enjeu du Désir“
- 2000: Ninfa Award für Mejor Escena Lésbica in Alexia and Cie (mit Kate More und Silvia Saint)
- Mai 2000: Penthouse Pet of the Month[2]